# Кратово (платформа)
Кра́тово — станция Ленинградско-Казанского диаметра МЦД-3 и остановочный пункт Рязанского направления Московской железной дороги в посёлке Кратово. Время в пути до Казанского вокзала — 54—58 минут.
Открыта в 1899 году. Первоначальное название платформы — Прозоровская, по владельцам прилегающей земли князьям Голицыным-Прозоровским. Переименована в Кратово 6 января 1930 года в честь комиссара Московско-Казанской железной дороги Ивана Крата.
В 1990-е годы на платформе располагалась мраморная мемориальная доска, сообщавшая историю названия посёлка и платформы. Впоследствии доска была демонтирована.
В 2003—2004 годах платформа была реконструирована: на ней остался только навес. Здание билетной кассы вынесено за пределы платформы. Она располагается с «московского» торца на южной (правой) стороне от железной дороги. Турникеты не установлены.
Вблизи платформы расположена площадь Людмилы Дымовой посёлка Кратово (прежнее название — Вокзальная), поселковая администрация, Кратовское озеро и Московская детская железная дорога.